# 李恽和
李恽和（1921年—2003年5月10日），山西省定襄县人。中华人民共和国政治人物。

## 生平
1936年11月，李恽和参加山西牺牲救国同盟会。1937年参加抗日军队。1938年2月加入中国共产党。抗日战争至第二次国共内战期间，历任晋绥军区第八分区六支队营教导员、政治处主任，五支队政委兼中共离东县委书记、吕梁军区四师政治部主任等职务。1950年3月，出任中国人民解放军第5军政治部副主任。1950年7月兼任中共伊犁区委秘书长、宣传部部长。1951年6月，升任中国人民解放军第5军政治部主任。
1952年10月，李恽和转业到地方工作，历任中共中央新疆分局办公厅副主任、主任，中共新疆维吾尔自治区党委副秘书长兼办公厅主任，新疆维吾尔自治区经济委员会党组书记、副主任，新疆军区战备办公室副主任，中共新疆维吾尔自治区党委常委。1972年，任中共新疆维吾尔自治区党委副书记。
1979年8月，调任中共宁夏回族自治区党委常委、宁夏回族自治区革命委员会副主任（1980年改称宁夏回族自治区人民政府副主席）。1982年4月升任中共宁夏回族自治区党委副书记、宁夏回族自治区人民政府常务副主席。1985年至1993年，历任第四、第五届宁夏回族自治区政协主席、党组书记。李恽和是中国共产党第十三次全国代表大会代表，第四、五届全国人大代表。
2003年5月10日，李恽和在北京病逝，享年82岁。 